# John William Fenton
John William Fenton (* 12. März 1828 in Kinsale; † 28. April 1890 in Kalifornien) war ein irischer Musiker schottischer Herkunft und Leiter einer Militärband in Japan zu Beginn der Meiji-Zeit.

## Leben
1868 traf Fenton, der Kapellmeister des 10. Fußregiments des 1. Bataillons war, in Japan ein. Das Regiment wurde dorthin geschickt, um die kleine ausländische Gemeinde in Yokohama zu schützen. Dort erkannte Fenton, dass Japan noch keine Nationalhymne hatte. Für eine solche arbeitete er mit Ōyama Iwao zusammen. Dieser suchte sich das Kurzgedicht Kimi Ga Yo aus, da es Ähnlichkeiten mit der britischen Nationalhymne aufweisen soll. Für dieses Kurzgedicht komponierte Fenton die erste Melodie, die 1870 vor dem Kaiser gespielt wurde. Fentons Melodie wird jährlich im Myōkōji-Schrein in Yokohama aufgeführt. Weil diese Version jedoch unbeliebt war, wurde sie 1880 durch eine Version von Oku Yoshiisa, Hayashi Hiromori und Franz Eckert ersetzt.
Im Jahre 1871 verließ Fentons Regiment Japan. Fenton blieb aber für weitere sechs Jahre in Japan, wo er Kapellmeister der japanischen Marine und später am kaiserlichen Hof wurde. Im April 1877 verließ er Japan und ging nach San Francisco. Am 28. April 1890 verstarb Fenton. Er ist in Santa Cruz (Kalifornien) begraben.
| Personendaten    | Personendaten                                                                                             |
| ---------------- | --- |
| NAME             | Fenton, John William                                                                                      |
| KURZBESCHREIBUNG | irischer Musiker schottischer Herkunft und der Leiter einer Militärband in Japan zu Beginn der Meiji-Zeit |
| GEBURTSDATUM     | 12. März 1828                                                                                             |
| GEBURTSORT       | Kinsale                                                                                                   |
| STERBEDATUM      | 28. April 1890                                                                                            |
| STERBEORT        | Kalifornien                                                                                               |